# Astilbe philippinensis
Astilbe philippinensis là một loài thực vật có hoa trong họ Saxifragaceae. Loài này được L.Henry miêu tả khoa học đầu tiên năm 1902.